# Nikon Z7 II
Nikon Z7
Le Nikon Z7 II est un appareil photo numérique hybride plein format produit par Nikon et le successeur du Nikon Z7,. L'appareil a été officiellement annoncé le 14 octobre 2020 en même temps que le Nikon Z6 II, et a été commercialisé le 5 novembre. Il utilise le système de monture Z de Nikon.

## Caractéristiques
- L'amélioration la plus importante par rapport au Nikon Z7 est la présence d'un second emplacement pour carte mémoire. Le Z7 II possède un emplacement pour carte SD et un emplacement pour carte CFexpress/XQD.
- L'appareil possède un double processeur d'images Expeed 6, une première sur un appareil Nikon. Cela améliore la rapidité de l'autofocus et permet l'enregistrement vidéo 4K à 60 fps.
- La sensibilité en basse lumière a été améliorée de -3 à +17 EV.
- Le mode rafale en photos passe de 9 fps en mode continu haute vitesse à 10 fps avec un plus grand buffer (passant de 23 images RAW 12-bit sans pertes à 77).
- Le taux de rafraîchissement et le temps mort du viseur électronique ont été améliorés par rapport au Z7.
- Le système autofocus a été amélioré avec une nouvelle option Wide-Area AF, avec un autofocus sur l'oeil pour les personnes et les animaux.
- L'endurance de la batterie a été accrue, passant de 330 vues à 360 vues (ou de 85 minutes à 105 minutes en enregistrement vidéo).
- En enregistrement vidéo, l'appareil peut maintenant enregistrer en 4K "Ultra HD" à 60 fps avec un recadrage de 1.08x[3]